# Primera División 1932 (Uruguay)
Het seizoen 1932 van de Primera División was het 29e seizoen van de hoogste Uruguayaanse voetbalcompetitie. De competitie begon op 22 mei 1932 en eindigde op 11 februari 1933. Dit was het eerste jaar waarin de Primera División een professionele competitie was.

## Teams
Er namen tien ploegen deel aan de Primera División tijdens het seizoen 1932. Van de twaalf ploegen die in 1931 deelnamen werd Misiones FC niet toegelaten tot het profvoetbal. Daarnaast fuseerden Olimpia FC en CA Capurro tot CA River Plate. Deze naam werd gekozen als eerbetoon aan het enkele jaren daarvoor opgeheven River Plate FC, dat viermaal landskampioen was geworden.
| Club                      | Stad       | Stadion            | Vorig seizoen |
| ------------------------- | ---------- | ------------------ | ------------- |
| CA Bella Vista            | Montevideo | Parque Bella Vista | 9e            |
| Central FC                | Montevideo | Parque Fraternidad | 5e            |
| CA Defensor               | Montevideo | Parque Rodó        | 7e            |
| Montevideo Wanderers FC   | Montevideo | Estadio Belvedere  | 1e            |
| Club Nacional de Football | Montevideo | Estadio Centenario | 2e            |
| CA Peñarol                | Montevideo | Estadio Centenario | 4e            |
| Racing Club de Montevideo | Montevideo | Cancha Reducto     | 10e           |
| Rampla Juniors FC         | Montevideo | Parque Nelson      | 3e            |
| CA River Plate            | Montevideo | Olimpia Park       | Nam niet deel |
| IA Sud América            | Montevideo | Las Acacias        | 8e            |

## Competitie-opzet
De competitie werd gespeeld van 22 mei 1932 tot en met 11 februari 1933. Alle clubs speelden driemaal tegen elkaar. De ploeg met de meeste punten werd kampioen.

### Kwalificatie voor internationale toernooien
Dit seizoen waren er geen internationale bekers waar Uruguayaanse clubs zich voor kwalificeerden. De Copa Ricardo Aldao (afgekort tot Copa Aldao) die sinds 1913 onregelmatig werd betwist tussen de landskampioenen van Argentinië en Uruguay, werd dit jaar niet gespeeld.

### Eerste ronde
Tijdens het eerste deel van de competitie (eerste negen duels) was CA Peñarol de sterkste ploeg. De Aurinegros begonnen de competitie met een gelijkspel tegen de nieuwe club CA River Plate, maar verder verspeelden ze enkel punten tegen Rampla Juniors FC. De overige zeven duels werden gewonnen. Tweede in de stand was Rampla Juniors, dat het openingsduel tegen Central FC had verloren, maar de overige duels ongeslagen was gebleven. De Picapiedras hadden drie punten minder dan Peñarol en een punt voorsprong op CA Defensor en River Plate. Titelverdediger Montevideo Wanderers FC was de competitie goed begonnen (na drie duels waren ze gedeeld koploper), maar had in de laatste zes duels maar één punt gehaald en stond na een derde van de competitie op de zevende plek.

### Tweede ronde
In het midden van de competitie speelden de clubs voor de tweede maal tegen elkaar. Koploper Peñarol speelde gelijk tegen laagvliegers Central en IA Sud América, terwijl Rampla Juniors nog geen punten had verspeeld in het begin van deze tweede ronde. Tijdens de dertiende wedstrijd stonden beide ploegen tegen elkaar met de koppositie als inzet. Peñarol wist hun voorsprong weer te vergroten door met 1–0 te winnen. Een wedstrijd later leden de Aurinegros tegen CA Bella Vista hun eerste nederlaag van het seizoen (2–0), maar behielden ze de koppositie. Ook tegen Defensor verloor Peñarol, maar na twee derde van de competitie stond de ploeg nog steeds op kop. In dit middenstuk had Rampla Juniors het beste gepresteerd; zij hadden 13 punten behaald (eentje meer dan Peñarol) en stonden in de stand twee punten achter. Defensor volgde op vijf punten van Peñarol op de derde plaats.

### Derde ronde
Dit was het eerste jaar dat de ploegen in de Primera División driemaal tegen elkaar speelden. In het competitieslot begon Club Nacional de Football het sterkst; in de eerste vijf duels haalden ze negen punten, waardoor ze weer kansrijk waren voor de tweede plaats. De nummers twee en drie (Rampla Juniors en Defensor) hadden allebei al tweemaal verloren in die vijf wedstrijden. Koploper Peñarol had ook een nederlaag moeten incasseren, maar met nog vier duels te gaan was hun voorsprong gegroeid tot vijf punten. Uiteindelijk greep Peñarol op de een-na-laatste speeldag de titel: tegen Defensor speelden ze met 3–3 gelijk, maar omdat Rampla Juniors, de laatste concurrent, ook gelijkspeelde kon Peñarol niet meer achterhaald worden in de stand. Op de laatste speeldag won Peñarol de Superclásico van rivaal Nacional met 2–0. Dit was voor recordkampioen Nacional (de beste ploeg in de laatste ronde) de enige nederlaag tijdens deze fase. Uiteindelijk eindigden ze als derde, kort voor Defensor en uittredend kampioen Montevideo Wanderers. De nieuwe fusieploeg River Plate werd zesde.
De rode lantaarn was voor Racing Club de Montevideo. Zij behaalden acht punten (minder dan de helft van Sud América, dat een-na-laatste werd) wonnen na de elfde speelronde geen wedstrijd meer (twee gelijk, veertien verloren). Er was echter geen degradatie uit de Primera División, daardoor trad Racing ook in 1933 aan op het hoogste niveau.

### Eindstand
|     | Club                      | Sp. | W  | G | V  | Pnt. | DV | DT | DS  |
| --- | ------------------------- | --- | -- | - | -- | ---- | -- | -- | --- |
| 01. | CA Peñarol                | 27  | 17 | 6 | 4  | 40   | 54 | 26 | +28 |
| 2.  | Rampla Juniors FC         | 27  | 14 | 7 | 5  | 35   | 66 | 32 | +34 |
| 3.  | Club Nacional de Football | 27  | 13 | 6 | 8  | 32   | 49 | 34 | +15 |
| 4.  | CA Defensor               | 27  | 12 | 7 | 8  | 31   | 51 | 41 | +10 |
| 5.  | Montevideo Wanderers FC   | 27  | 12 | 6 | 9  | 30   | 33 | 31 | +2  |
| 6.  | CA River Plate            | 27  | 12 | 3 | 12 | 27   | 37 | 42 | –5  |
| 7.  | Central FC                | 27  | 9  | 6 | 12 | 24   | 32 | 46 | –14 |
| 8.  | CA Bella Vista            | 27  | 8  | 7 | 12 | 23   | 30 | 35 | –5  |
| 9.  | IA Sud América            | 27  | 7  | 6 | 14 | 20   | 28 | 47 | –19 |
| 10. | Racing Club de Montevideo | 27  | 2  | 4 | 21 | 8    | 17 | 63 | –46 |

| Winnaar Primera División 1932 |
| ----------------------------- |
| CA Peñarol 10e titel          |

#### Topscorers
Juan Labraga van Rampla Juniors FC werd topscorer met zeventien doelpunten.
| №  | Speler       | Club              | Goals |
| -- | ------------ | ----------------- | ----- |
| 1. | Juan Labraga | Rampla Juniors FC | 17    |

1900 · 1901 · 1902 · 1903 · 1904 · 1905 · 1906 · 1907 · 1908 · 1909 · 1910 · 1911 · 1912 · 1913 · 1914 · 1915 · 1916 · 1917 · 1918 · 1919 · 1920 · 1921 · 1922 · 1923 · 1924 · 1925 · 1926 · 1927 · 1928 · 1929 · 1930 · 1931 · 1932 · 1933 · 1934 · 1935 · 1936 · 1937 · 1938 · 1939 · 1940 · 1941 · 1942 · 1943 · 1944 · 1945 · 1946 · 1947 · 1948 · 1949 · 1950 · 1951 · 1952 · 1953 · 1954 · 1955 · 1956 · 1957 · 1958 · 1959 · 1960 · 1961 · 1962 · 1963 · 1964 · 1965 · 1966 · 1967 · 1968 · 1969 · 1970 · 1971 · 1972 · 1973 · 1974 · 1975 · 1976 · 1977 · 1978 · 1979 · 1980 · 1981 · 1982 · 1983 · 1984 · 1985 · 1986 · 1987 · 1988 · 1989 · 1990 · 1991 · 1992 · 1993 · 1994 · 1995 · 1996 · 1997 · 1998 · 1999 · 2000 · 2001 · 2002 · 2003 ·  2004 · 2005 · 2005/06 · 2006/07 · 2007/08 · 2008/09 · 2009/10 · 2010/11 ·  2011/12 · 2012/13 · 2013/14 · 2014/15 · 2015/16 · 2016 · 2017 · 2018 · 2019 · 2020 · 2021 · 2022 · 2023